# 1447 en arts plastiques
| Années des arts plastiques : 1444 - 1445 - 1446 - 1447 - 1448 - 1449 - 1450    |
| Décennies des arts plastiques : 1410 - 1420 - 1430 - 1440 - 1450 - 1460 - 1470 |

Cette page concerne l'année 1447 en arts plastiques.

## Œuvres
- Saint Laurent reçoit les dons de l'Église de Fra Angelico.

## Naissances
- 10 septembre : Paolo da San Leocadio, peintre italien († vers 1520),
- Francesco Bianchi, peintre italien († 8 février 1510).